# Rafael Bardem i Solé
Rafael Bardem i Solé (Barcelona, 10 de gener de 1889 - Madrid, 6 de novembre de 1972) va ser un actor de teatre i cinema català.
Va iniciar-se com a actor al Cercle de Propietaris del barri de Gràcia, l'any 1909. El 1912 fou contractat per la companyia del Sindicat d'Autors Dramàtics Catalans, instal·lada al teatres Catalunya i Espanyol, on es van representar obres de Josep Burgas, Ambrosi Carrión, Joan Puig i Ferreter, entre d'altres.
Es va casar el 1918 amb l'actriu Matilde Muñoz Sampedro. A Madrid va conèixer a Rosario Pino i va passar a formar companyia amb ella. A la dècada de 1940 va començar la seva activitat cinematogràfica amb Tierra y Cielo d'E. Fernández Ardavin, esdevenint un destacat actor secundari de l'època.
Va quedar vidu el 1970 i dos anys més tard va morir a Madrid. Va ser pare del director de cinema Juan Antonio Bardem i de l'actriu Pilar Bardem, oncle de la també actriu catalana Conxita Bardem i avi de l'oscaritzat Javier Bardem.
Se li va concedir el Premi Nacional de Teatre a títol pòstum.

## Trajectòria actoral en llengua catalana
- 1912, 24 de febrer. En el paper d'Enric a l'obra Torre Torretes de Josep Burgas. Estrenada al teatre Catalunya de Barcelona.
- 1912, 16 de març. En el paper de Don Pere Rocalta a l'obra El tresor de Josep Morató. Estrenada al teatre Catalunya de Barcelona.
- 1912, 30 de març. En el paper de Pauet, 25 anys a l'obra La Verge del Mar de Santiago Rusiñol, estrenat al teatre Catalunya de Barcelona.
- 1912, 13 d'abril. En el paper de Cosme a l'obra La forastera de Pau Parellada i Molas, estrenada al teatre Catalunya de Barcelona.
- 1912, 20 d'abril. En el paper de Lluís a l'obra L'Esbojarrada d'Antoni Muntañola, estrenada al teatre Catalunya de Barcelona.
- 1912, 11 de maig. En el paper d'Enric a l'obra En Joan Bonhome de Josep Pous i Pagès, estrenada al teatre Catalunya de Barcelona.
- 1912, 18 maig. En el paper de Marc a l'obra Desamor de Joan Puig i Ferreter. Estrenada al teatre Catalunya de Barcelona.
- 1912, 15 de novembre. En el paper de Samuel, 23 anys a l'home L'home de palla d'Ignasi Iglésias. Estrenada al Gran Teatre Espanyol de Barcelona.
- 1912, 27 de novembre. En el paper d'El Marxant jove a l'obra Epitalami, original d'Ambrosi Carrion, estrenada per la companyia del Sindicat d'Autors Dramàtics Catalans al Gran Teatre Espanyol de Barcelona.
- 1912, 20 de desembre. En el paper de Don Lluís a l'obra La casa de tothom de Josep Morató, estrenada al Gran Teatre Espanyol de Barcelona.